# Іван Каталинич
Іван Каталинич (хорв. Ivan Katalinić, нар. 17 травня 1951, Трогір) — югославський футболіст, що грав на позиції воротаря. Після завершення ігрової кар'єри — югославський та хорватський футбольний тренер. Наразі очолює тренерський штаб команди «Єдинство» (Бихач).
Найбільші досягнення здобув і як тренер і як гравець з клубом «Хайдук» (Спліт), також виступав за національну збірну Югославії.

## Клубна кар'єра
У дорослому футболі дебютував 1969 року виступами за «Славен» з рідного міста Трогір, в якій провів один сезон, взявши участь у 25 матчах чемпіонату.
Своєю грою за цю команду привернув увагу представників тренерського штабу клубу «Хайдук» (Спліт), до складу якого приєднався 1970 року. Відіграв за сплітську команду наступні дев'ять сезонів своєї ігрової кар'єри. За цей час чотири рази виборював титул чемпіона Югославії та п'ять разів ставав володарем кубка Югославії.
В лютому 1980 року підписав чотирирічний контракт з англійським «Саутгемптоном». У складі «святих» Каталинич поступово став основним воротарем команди, проте влітку 1982 року до «Саутгемптона» перейшов легендарний голкіпер Пітер Шилтон, який повністю витіснив Івана з основного складу. Через це Каталинич змушений був повернутись до «Хайдука», де незабаром став асистентом тренера.

## Виступи за збірну
1977 року дебютував в офіційних матчах у складі національної збірної Югославії. Протягом кар'єри у національній команді, яка тривала усього 2 роки, провів у формі головної команди країни 13 матчів, пропустивши 19 голів.

## Кар'єра тренера
Пропрацювавши більше десяти років в структурі «Хайдука», 1993 року Каталинич нарешті очолив сплітський клуб, з яким виграв Кубок та Суперкубок Хорватії 1993 року, чемпіонат та Суперкубок Хорватії 1994 року і чемпіонат та Кубок Хорватії в 1995 році. Також в 1995 році Іван вивів «Хайдук» в 1/4 фіналу Ліги чемпіонів, де клуб поступився за сумою двох матчів амстердамському «Аяксу».
В сезоні 1995-96 працював в клубі «Осієк», який вивів у вищу лігу чемпіонату Хорватії, після чого став асистентом тренера у збірній Хорватії, з якою брав участь у Євро-1996 в Англії, в чемпіонаті світу 1998 року у Франції, де збірна Хорватії зайняла 3-тє місце та на чемпіонаті світу 2002 в Японії та Південній Кореї..
Паралельно Каталинич недовго очолював ізраїльський «Хапоель» (Хайфа), після чого став тренером «Задара», з яким домігся найкращого результату в хорватській лізі за всю історію клубу.
1998 року Іван повернувся в «Хайдук», але вже наступного сезону став тренувати саудівський «Аль-Іттіхад».
З 2000 року тренував хорватські клуби «Вартекс», «Рієку» та «Загреб».
В грудні 2002 року очолив запорізький «Металург» с завданням зберегти прописку в вищій лізі. За підсумками сезону запорожці зайняли передостаннє 15 місце, після чого Каталинич був звільнений за пунктом контракту. В підсумку «Металург» все ж залишився в еліті через зняття з чемпіонату ПФК «Олександрії», але Іван клуб тренувати не продовжив. 
Після цього Каталинич повернувся на батьківщину і знову очолював «Рієку» та «Хайдук», але не досягши великих результатів знову відправився за кордон, де тренував бахренйський клуб «Аль-Ріффа», албанське «Динамо» (Тирана), угорський «Дунауйварош», а також боснійські клуби ГОШК, «Посуш'є» та «Широкі Брієг».
2009 року повернувся в Хорватію, де тренував «Дугопольє» та «Спліт».
2012 року Каталинич вдруге очолив боснійський клуб, але вже наступного року повернувся на батьківщину, де став тренувати «Славен Белупо».
З вересня 2013 року очолює тренерський штаб боснійської команди «Єдинство» (Бихач).

## Титули і досягнення

### Як гравця
- Чемпіон Югославії (4):

«Хайдук» (Спліт): 1970-71, 1973-74, 1974-75, 1978-79
- Володар Кубка Югославії (5):

«Хайдук» (Спліт): 1971-72, 1972-73, 1973-74, 1975-76, 1976-77

### Як тренера
- Чемпіон Хорватії (2):

«Хайдук» (Спліт): 1993–94, 1994–95
- Володар Кубка Хорватії (2):

«Хайдук» (Спліт): 1992-93, 1994-95
- Володар Суперкубка Хорватії (3):

«Хайдук» (Спліт): 1993, 1994, 2004

### Особисті
- Найкращий голкіпер Югославії за версією журналу «Tempo»: 1975-76
- Найкращий гравець «Хайдука» (Спліт): 1976-77
- Голкіпер місця в Англії за версією «Daily Star»: грудень 1981
- Тренер року в Хорватії: 1994, 1995